# Dark Earth
Dark Earth – komputerowa gra przygodowa osadzona w postapokaliptycznym świecie, wydana w 1997 roku.

## Opis fabuły
Historia gry toczy się w dalekiej przyszłości, kilka wieków po kataklizmie, w którym to meteor zderzył się z Ziemią, a wielkie chmury kurzu zasłoniły słońce. Ci, którzy przeżyli zaczęli szukać schronienia w miejscach zwanych "Stallites", czyli punktach do których dochodzi światło słoneczne, oraz budować tam ufortyfikowane miasta. Ci, którym się to nie udało byli najczęściej pożerani przez dziwne stwory mieszkające w skażonych ciemnościach.
W okresie, w którym odbywa się gra większa część ludzkości nie pamięta historii świata sprzed kataklizmu. Ludzkość jest cofnięta w rozwoju o kilkaset lat i czci Boga Słońca, Solaara. Stallites są prowadzone przez Kapłanów Słońca, którzy zajmują się utrzymywaniem porządku i walce przeciw stworzeniom ciemności. Głównym bohaterem gry jest Arkhan, członek Strażników Ognia, formacji będącej zbrojną ochroną miasta. Arkhan zostaje zarażony tajemniczą chorobą, która powoli zamienia go w potwora. Zadaniem gracza jest odnalezienie lekarstwa, nim jego transformacja zostanie ukończona.